# Jean Paul

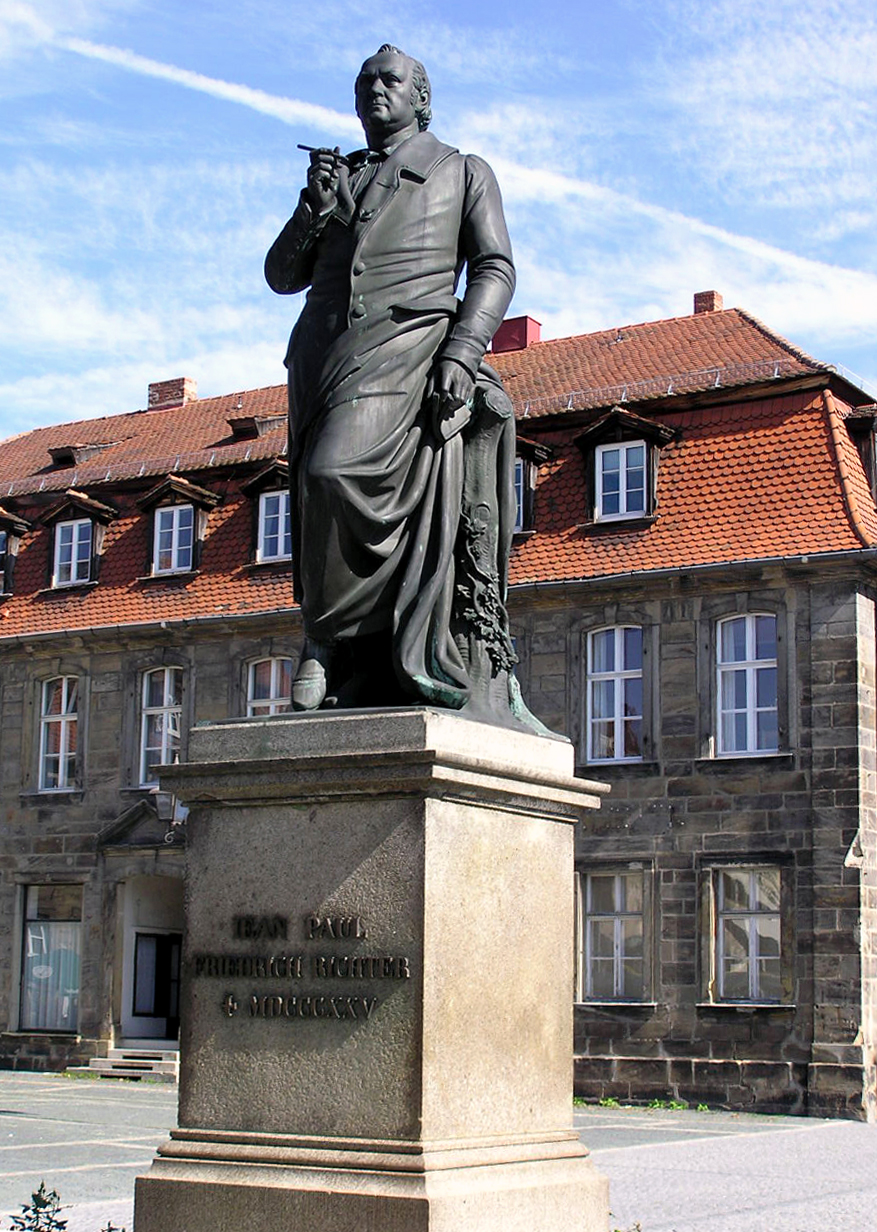
Pomnik Jean Paula w Bayreuth

Jean Paul, właśc. Johann Paul Friedrich Richter (ur. 21 marca 1763 w Wunsiedel, zm. 14 listopada 1825 w Bayreuth) – niemiecki pisarz, jeden z głównych prekursorów romantyzmu w literaturze niemieckiej XVIII wieku. Zasłynął jako autor często cytowanych (m.in. w IV części Dziadów Adama Mickiewicza) opowieści niesamowitych o rzekomo autentycznych poszukiwaniach duchów i zjawisk paranormalnych oraz uroczystych i żałobnych fraz; wcześniej autor wierszy satyryczno-ironicznych, utrzymanych w estetyce klasycystycznej. Twórca określenia „Weltschmerz”. Zmiana jego nazwiska jest ukłonem w kierunku Jean-Jacques’a Rousseau, uważanego wówczas za mentora sentymentalizmu oraz Sturm und Drang.
Większość jego spuścizny literackiej nie została przetłumaczona na język polski, prócz krótkich fragmentów i części pierwszej (z trzech) powieści Hesperus (tłum. Teodor Jeske-Choiński pod pseudonimem M. Bogdanowicz, 1880).

## Dzieła
- Grönländische Prozesse, 1783 f. – pod pseudonimem J.P.F. Hasus
- Auswahl aus des Teufels Papieren, 1789 – pod pseudonimem J.P.F. Hasus
- Die unsichtbare Loge. Eine Biographie., 1793
- Leben des vergnügten Schulmeisterlein Maria Wuz in Auenthal. Eine Art Idylle., 1973
- Hesperus oder 45 Hundposttage. Eine Biographie., 1795
- Leben des Quintus Fixlein, aus funfzehn Zettelkästen gezogen; nebst einem Mustheil und einigen Jus de tablette., 1796
- Blumen-, Frucht- und Dornenstücke oder Ehestand, Tod und Hochzeit des Armenadvokaten F. St. Siebenkäs im Reichsmarktflecken Kuhschnappel., 1796–97
- Konjekturalbiographie., 1798
- Titan, 1800–03
- Vorschule der Ästhetik, nebst einigen Vorlesungen in Leipzig über die Parteien der Zeit., 1804
- Flegeljahre. Eine Biographie., 1804–05
- Levana oder Erziehlehre, 1807
- Des Feldpredigers Schmelzle Reise nach Flätz mit fortgehenden Noten; nebst der Beichte des Teufels bey einem Staatsmanne., 1809
- Dr. Katzenbergers Badereise, nebst einer Auswahl verbesserter Werkchen., 1809
- Leben Fibels, des Verfassers der Bienrodischen Fibel, 1812
- Der Komet, oder Nikolaus Marggraf. Eine komische Geschichte., 1820–22

### Opracowania
- Rolf Vollmann: Das Tolle neben dem Schönen – Jean Paul. Ein biographischer Essay.
- Peter Sprengel: Innerlichkeit. Jean Paul oder Das Leiden an der Gesellschaft. München u. Wien 1977
- Kurt Wölfel: Jean-Paul-Studien. Frankfurt/Main: Suhrkamp 1989.
- Julia Cloot: Geheime Texte. Jean Paul und die Musik. de Gruyter 2001
- Ludwig Börne: Denkrede auf Jean Paul. In: Sämtliche Schriften, Band I. Düsseldorf 1964
- Alexandra Giourtsi: Pädagogische Anthropologie bei Jean Paul. Düsseldorf 1966.
- Brigitte Langer: Jean Pauls Weg zur Metapher. Sein ‘Buch’ Leben des Quintus Fixlein, Frankfurt/Main: Peter Lang 2003.
- Dirk Otto: Der Witz-Begriff Jean Pauls. Überlegungen zur Zeichentheorie Richters. Herbert Utz Verlag, München 1999